# Sotto il segno dello scorpione
Sotto il segno dello scorpione è un film del 1969 diretto da Paolo e Vittorio Taviani.
Si tratta del quarto film diretto dai fratelli Taviani, il loro primo a colori. Il film fu presentato il 25 agosto 1969 in anteprima alla Mostra del Cinema di Venezia, in assenza dei registi e di Gian Maria Volonté, che vollero protestare contro la mancata approvazione del nuovo statuto della Biennale

## Trama
Rutolo e Taleno, due giovani fratelli, capeggiano un gruppo di naufraghi che, provenienti da un'isola distrutta da un'eruzione vulcanica, approdano in un'isola simile a quella dalla quale sono fuggiti. Anche qui infatti la popolazione ha vissuto 20 anni prima la minaccia distruttiva di un vulcano, ma è sopravvissuta ed è riuscita ad adattarsi ricostruendo un villaggio, retto da Renno, nelle zone protette dell'isola. Il gruppo dei nuovi arrivati si mette subito a contestare la civiltà e il modo di vivere degli ospiti. Dopo aver scoperto che anche quell'isola ha un vulcano, vogliono scappare anche da lì per raggiungere la terraferma ma, essendo un gruppo di soli uomini, vogliono convincere anche la popolazione dell'isola a partire con loro, in modo da portare sul continente anche le donne. Al fine di ciò, insinuano sull'isola un'isteria collettiva, creando terrore e cercando di convincere la popolazione del posto che esista un pericolo imminente di terremoti ed eruzioni vulcaniche.
La popolazione ospitante li tollera per alcuni giorni, finché nascono degli scontri violenti e Renno, che in un primo momento si era quasi convinto e stava per organizzare la grande migrazione, decide di mettere gli ospiti in una grossa foiba per dare loro una calmata. Ragione e astuzia sono le doti principali di Renno, che ha conquistato la serenità di una famiglia con la moglie e il figlio; Rutolo, che gli assomiglia, cerca dapprima di usare gli stessi mezzi per conquistare gli isolani, ma si oppone al richiamo della sicurezza e della quiete. Taleno, meno forte e deciso, si scontra con la caparbietà del fratello e, nel cercare conforto nella fossa dove è imprigionato, si accovaccia in posizione fetale e viene ucciso dalla moglie di Renno. 
Il gruppo di naufraghi si calma, la popolazione dell'isola decide di liberarli e dar loro una barca, a patto che se ne vadano subito. Nel tragitto verso la spiaggia, i naufraghi si disperdono, rapiscono alcune donne e si lasciano andare in stupri e omicidi, uccidendo gli uomini del posto. Anche Renno rimane ucciso. Alcune donne reagiscono tentando un suicidio collettivo, su istigazione della moglie di Renno, legandosi l'una all'altra e camminando in mare verso il largo; altre donne partono con il gruppo dei ribelli. Un'esigua parte di donne si salva grazie a una donna che ha dato l'allarme al gruppo di occupanti.
Sul continente, i superstiti riorganizzano una nuova vita: li vediamo trasformati a loro volta in contadini e possidenti, al pari degli isolani contestati e uccisi.

## Produzione
Metafora trasparente della contestazione giovanile, il film dei Taviani fu ideato e realizzato negli stessi anni in cui avvenivano le manifestazioni studentesche, cioè fra il 1967 e il 1969. Girato nell'isola di Panarea il film non ha protagonisti: protagonista è la collettività, o meglio due collettività che si scontrano. Per questo, i registi scelsero di utilizzare in prevalenza i «totali» valorizzando i personaggi ma come parte di una comunità e di girare in uno scenario naturale. In antitesi con il cinema di Fellini, che trasformava i teatri in realtà, i Taviani provarono a trasformare la realtà in teatro, inscenando quella che venne definita una "tragedia mediterranea"